# Politique au Guyana
 (septembre 2024).
Si vous disposez d'ouvrages ou d'articles de référence ou si vous connaissez des sites web de qualité traitant du thème abordé ici, merci de compléter l'article en donnant les références utiles à sa vérifiabilité et en les liant à la section « Notes et références ».
Le Guyana est une république anglophone indépendante de la Couronne britannique depuis le 26 mai 1966.
Depuis 2020, le président de la République est Irfaan Ali et le Premier ministre Mark Phillips.

## Généralités

### Pouvoir exécutif
Le président de la République détient le pouvoir exécutif et nomme le Premier ministre ainsi que les autres ministres du cabinet. Le président est choisi comme le chef du parti obtenant le plus de voix à l'Assemblée nationale. Son mandat est de cinq ans. Lors des élections législatives, chaque parti désigne un candidat au poste de président et le candidat du parti ayant le plus de sièges au Parlement devient président de la République.
La dissolution de l'Assemblée nationale peut permettre un changement de majorité et par conséquent de président de la République.
Le Premier ministre doit être membre de l'Assemblée nationale, néanmoins la constitution ne demande pas que les autres ministres soient membres du parlement. Les membres du gouvernement ont le droit de participer aux débats de l'Assemblée nationale, qu'ils y aient été élus ou non.

### Pouvoir législatif

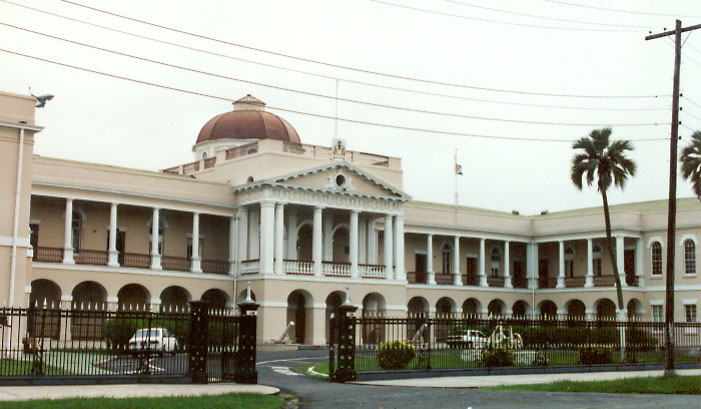
Assemblée nationale

Le pouvoir législatif est exercé par le Parlement monocaméral guyanien : l'Assemblée nationale (appelée National Assembly). L'Assemblée nationale est constituée de 65 sièges. Cinquante-trois députés sont élus par un scrutin proportionnel de liste au niveau national. Douze autres députés sont nommés par les conseils régionaux. Les députés sont élus pour cinq ans.

### Pouvoir judiciaire
La plus haute instance judiciaire du pays est la Cour d'appel (Court of Appeal), dirigée par le chancelier du pouvoir judiciaire (Chancellor of the Judiciary). L'instance d'échelon inférieur est la Haute Cour (High Court), présidée par le juge en chef (Chief Justice). Le chancelier et le juge en chef sont nommés par le président de la République. Le bureau d'audit (Audit Office of Guyana, AOG) est chargé de vérifier les comptes de l'État.

## Organisations internationales
Le Guyana est un des membres fondateurs de la Communauté caribéenne (Caricom), dont la direction est justement située dans la capitale guyanienne, Georgetown. Le Guyana est aussi membre de l'Organisation des Nations unies depuis le 20 septembre 1966, du Commonwealth et de l'Union des nations sud-américaines (UNASUR).

## Partis politiques guyaniens
Deux partis dominent la scène politique guyanienne : le People's Progressive Party (parti progressiste du peuple) et le People's National Congress (congrès national du peuple).
D'autres partis existent mais leur influence est très modeste :
- Guyana Democratic Party (parti démocratique guyanien)
- Guyana Action Party (parti de l'action de Guyana)
- National Front Alliance
- Rise Organise and Rebuild Guyana
- The United Force
- Working People's Alliance

## Élections législatives du15 décembre 1997
Les élections législatives du 15 décembre 1997 ont vu la large victoire du People's Progressive Party devant le People's National Congress :
Sur les 53 sièges pourvus au scrutin proportionnel, le PPP obtient 29 sièges (54 % des voix), le PNC 22 (41 %), l'Alliance for Guyana (Alliance pour Guyana) 1 siège (1 %) et The United Force, 1 siège (1 %).

## Élections législatives du19 mars 2001
| Parti                                         | %    | Sièges |
| --------------------------------------------- | ---- | ------ |
| People's Progressive Party/Civic              | 53,1 | 34     |
| People's National Congress/Reform             | 41,7 | 27     |
| Guyana Action Party/Working People's Alliance | 2,4  | 2      |
| Rise Organise and Rebuild Guyana              | 0,9  | 1      |
| The United Force                              | 0,7  | 1      |
| Justice for All Party                         | 0,7  | -      |
| Guyana Democratic Party                       | 0,4  | -      |
| National Front Alliance                       | 0,1  | -      |
| Total (participation 89,1 %)                  | —    | 65     |
| Source: PPP/Civic                             |      |        |

## Élections législatives de2006
La fin du mandat du parlement guyanien élu le 19 mars 2001 doit intervenir le 4 mai, et selon la constitution guyanienne, des élections doivent avoir lieu dans les 3 mois.
La commission électorale guyanienne (Guyana Elections Commission, GECOM) repousse le 13 avril 2006, les élections législatives prévues pour le 4 août. Les raisons invoquées sont d'ordre technique, principalement la mise à jour des listes électorales qui n'a pu s'effectuer dans les délais. Les élections devraient alors se tenir après le 30 août sans que la GECOM ait pu fixer une date précise.
Le 27 avril, le gouvernement de Sam Hinds fait passer un amendement constitutionnel permettant au Parlement de rester en fonction quatre mois supplémentaires.
Élections du 26 août 2006
| Parti                                                | %   | Sièges |
| ---------------------------------------------------- | --- | ------ |
| People's Progressive Party/Civic                     | 54  | 36     |
| People's National Congress/Reform                    | 34  | 22     |
| Alliance for change                                  | 8,1 | 5      |
| Guyana Action Party/Rise Organise and Rebuild Guyana | 1,3 | 1      |
| The United Force                                     | 0,9 | 1      |
| Justice for All People                               | 0,9 | -      |
| Total                                                | —   | 65     |

## La question ethnique
Le Guyana est constituée majoritairement de deux groupes ethniques : les descendants de travailleurs indiens employés par les Britanniques pour les plantations qui forment 43,5 % de la population (en 2002) et les descendants d'anciens esclaves africains qui comptent pour 30,2 % de la population. Les affrontements politiques entre membres de ces deux groupes sont parfois très tendus.